# Хари Тороманов
Хари Тороманов е български актьор.

## Биография
По време на следването си във ВИТИЗ „Кръстьо Сарафов“ през 1952 г. е приет в Сатиричен театър „Алеко Константинов“, а след това преминава в Народен театър „Иван Вазов“ 
През 60-те, 70-те и 80-те години на двадесети век озвучава персонажи в дублажа на филми и сериали за Българската телевизия, както и в радиотеатъра към Българското радио. Тороманов е първият глас на Гейза Мейзга в хитовия унгарски анимационен сериал „Семейство Мейзга“.
Член на САБ.

## Театрални роли
- „Тънка нишка“ (1967) (Андрей Яковлев и Яков Наумов)
- „Ромео и Жулиета“ (1953) (Димитър Талев) – аптекар

## Телевизионен театър
- „Вампир“ (1980) (Антон Страшимиров)
- „Хладилник с педали“ (1975) (Веркор и Чоронел)
- „Цилиндъра“ (1974) (Едуардо де Филипо)
- „Тънка нишка“ (1967) (Андрей Яковлев и Яков Наумов), 2 части
- „В деня на сватбата“ (1966) (Виктор Розов)

## Филмография
| Година      | Филми и Сериали                             | Серии    | Роля                                                          |
| ----------- | ------------------------------------------- | -------- | ------------------------------------------------------------- |
| 1982        | Признавам всичко                            | 3        |                                                               |
| 1982        | Почти ревизия (тв сериал)                   | 4        |                                                               |
| 1981        | Ударът                                      |          | докто Пашов                                                   |
| 1980        | Златното кормило                            |          | следователят Иванов                                           |
| 1980        | Солистът                                    |          | клиент                                                        |
| 1979        | Фильо и Макензен (тв сериал)                | 7        |                                                               |
| 1976-1980   | Записки по българските въстания (тв сериал) | 13       |                                                               |
| 1976        | Един наивник на средна възраст (тв сериал)  | 2        |                                                               |
| 1971        | Необходимият грешник                        |          | следователят Каменов, приятел на Асенов                       |
| 1969, 1971  | На всеки километър (тв сериал)              | 26       | (в „Насрещни влакове“ (1969)                                  |
| 1969        | Един миг свобода                            | 2 новели | (във II новела: „Искам да живея“)                             |
| 1968        | Гибелта на Александър Велики                |          | работник                                                      |
| 1966        | Дворът с люлките                            |          |                                                               |
| 1965 – 1974 | Произшествие на сляпата улица               | 6        | д-р Парушев, патологът (във 3-та серия: „Самопризнание“-1974) |
| 1960        | В тиха вечер                                |          | Калчо (като Харалампи Тороманов)                              |
| 1959        | Хитър Петър                                 |          |                                                               |
| 1954        | Снаха                                       |          |                                                               |